# 桑原裕義
桑原 裕義（くわばら ひろよし、1971年10月2日 - ）は、広島県広島市出身の元サッカー選手。ポジションはMF（守備的MF）。

## 来歴
広島県立広島工業高等学校出身。2つ先輩に棚田伸(元柏レイソル)、同級生に梶山洋一(元ヴィッセル神戸)、1つ後輩に皆本勝弘(元セレッソ大阪)。皆本とはのちにサンフレッチェ広島で共にプレー経験がある。
大阪体育大学2年の時に1991年ユニバーシアード・シェフィールド大会代表に選出、1993年バッファロー大会代表に選出され、バルセロナオリンピックアジア予選候補に選出される。この際にサンフレッチェ広島のチームドクターがスタッフとして入っており、そのドクターから広島入団へとリクルートされる。
1994年にサンフレッチェ広島に入団。プロ同期入団は、大西貴・下田崇。1年目は潰瘍のため出場機会がなかったものの、1995年にはビム・ヤンセン監督に抜擢され開幕戦から出場しDFやMFのポジジョンは全てこなした。その後は特にエディ・トムソン監督に重用され、180cmの高さを生かしたフィジカルの強さと運動量で、中盤からリベロまでこなすユーティリティープレイヤーとして活躍した。しかしトムソンが勇退した2001年以降になると森崎和幸の成長もあり、サブに回ることが多くなり出場機会が減って来ていた。
反町康治監督から誘われたこともあり出場機会を求め、2004年からはアルビレックス新潟に移籍する。広い視野と高い洞察力で相手の攻撃の芽を摘み、守備に長けたボランチとして活躍した。しかし新潟においても、若返りを図るというチーム方針に対し、年齢がネックとなり2005年限りで退団する。この際、J2チームからオファーが届き実際話を進めていたものの、年齢がネックとなりそのチームとの移籍話はなくなってしまった。そこへ当時のチームメイトだった木寺浩一から千疋美徳ニューウェーブ北九州監督を紹介される。
2006年より当時九州サッカーリーグのニューウェーブ北九州（ギラヴァンツ北九州の前身）に、プロ契約選手の一人（一説には初のプロ契約選手）として加入する。主力ボランチとして活躍し、2007年JFL昇格、2009年J2昇格に貢献した。なお2006年10月に当時中国サッカーリーグ所属のファジアーノ岡山FCにレンタル移籍し、全国地域サッカーリーグ決勝大会では主力として活躍している。
2010年よりJ2に昇格したギラヴァンツ北九州においても、4-4-2のセンターハーフを佐野裕哉とともにつとめ、チームに欠かせない心臓として活躍した。翌2011年シーズンも守備の要として33試合に出場した。しかし40歳と高齢に達したこともあってこの年をもって契約を解除され退団。
トライアウトにも参加したが現役生活を終え、2012年よりクラブのアンバサダーに就任。地域での支持拡大に向け活動していたが、1年で退任した。
2013年、久保竜彦、大木勉と共に広島県社会人サッカーリーグ1部所属の廿日市FCで現役復帰した。同年限りで2度目の引退。
引退後は広島市内で鉄なべ餃子店の店長をしている。

## エピソード
244試合目の初ゴール
2005年8月20日のJ1リーグ第19節ガンバ大阪戦で先制点となる豪快なミドルシュートを決める。MFというポジションにも関わらず、実はJ1出場244試合目にして初めてのゴール。これはGKを除いた選手の最遅初得点記録だった（2014年に阿部翔平（247試合）が更新）。
40歳でのJリーグ出場
40歳以上でのJリーグ出場は、(当時の現役Jリーガーの中では)三浦知良・中山雅史に次いで3番目の記録であった（藤田俊哉もそうだが桑原のほうが2日分年齢が上）。

## 個人成績
| 国内大会個人成績 | 国内大会個人成績 | 国内大会個人成績 | 国内大会個人成績 | 国内大会個人成績 | 国内大会個人成績 | 国内大会個人成績 | 国内大会個人成績 | 国内大会個人成績 | 国内大会個人成績 | 国内大会個人成績 | 国内大会個人成績 |
| 年度             | クラブ           | 背番号           | リーグ           | リーグ戦         | リーグ戦         | リーグ杯         | リーグ杯         | オープン杯       | オープン杯       | 期間通算         | 期間通算         |
| 年度             | クラブ           | 背番号           | リーグ           | 出場             | 得点             | 出場             | 得点             | 出場             | 得点             | 出場             | 得点             |
| 日本             | 日本             | 日本             | 日本             | リーグ戦         | リーグ戦         | リーグ杯         | リーグ杯         | 天皇杯           | 天皇杯           | 期間通算         | 期間通算         |
| ---------------- | ---------------- | ---------------- | ---------------- | ---------------- | ---------------- | ---------------- | ---------------- | ---------------- | ---------------- | ---------------- | ---------------- |
| 1994             | 広島             | -                | J                | 0                | 0                | 0                | 0                | 0                | 0                | 0                | 0                |
| 1995             | 広島             | -                | J                | 31               | 0                | -                | -                | 5                | 0                | 36               | 0                |
| 1996             | 広島             | -                | J                | 24               | 0                | 8                | 1                | 5                | 0                | 37               | 1                |
| 1997             | 広島             | 4                | J                | 32               | 0                | 5                | 1                | 2                | 0                | 39               | 1                |
| 1998             | 広島             | 4                | J                | 28               | 0                | 3                | 0                | 3                | 0                | 34               | 0                |
| 1999             | 広島             | 4                | J1               | 26               | 0                | 4                | 0                | 5                | 0                | 35               | 0                |
| 2000             | 広島             | 4                | J1               | 30               | 0                | 4                | 0                | 1                | 0                | 35               | 0                |
| 2001             | 広島             | 4                | J1               | 28               | 0                | 6                | 0                | 2                | 0                | 36               | 0                |
| 2002             | 広島             | 4                | J1               | 14               | 0                | 4                | 0                | 4                | 0                | 22               | 0                |
| 2003             | 広島             | 4                | J2               | 16               | 0                | -                | -                | 2                | 0                | 18               | 0                |
| 2004             | 新潟             | 20               | J1               | 24               | 0                | 5                | 0                | 0                | 0                | 29               | 0                |
| 2005             | 新潟             | 6                | J1               | 22               | 1                | 2                | 0                | 0                | 0                | 24               | 1                |
| 2006             | 北九州           | 5                | 九州             | 14               | 0                | -                | -                | -                | -                | 14               | 0                |
| 2006             | 岡山             | 34               | 中国             | 0                | 0                | -                | -                | 0                | 0                | 0                | 0                |
| 2007             | 北九州           | 5                | 九州             | 18               | 0                | -                | -                | -                | -                | 18               | 0                |
| 2008             | 北九州           | 5                | JFL              | 30               | 1                | -                | -                | 2                | 0                | 32               | 1                |
| 2009             | 北九州           | 5                | JFL              | 34               | 1                | -                | -                | 1                | 0                | 35               | 1                |
| 2010             | 北九州           | 5                | J2               | 28               | 0                | -                | -                | 0                | 0                | 28               | 0                |
| 2011             | 北九州           | 5                | J2               | 33               | 0                | -                | -                | 2                | 0                | 35               | 0                |
| 2013             | 廿日市           | 4                | 広島県1部        |                  |                  | -                | -                |                  |                  |                  |                  |
| 通算             | 日本             | 日本             | J1               | 259              | 1                | 41               | 2                | 27               | 0                | 327              | 3                |
| 通算             | 日本             | 日本             | J2               | 77               | 0                | -                | -                | 4                | 0                | 81               | 0                |
| 通算             | 日本             | 日本             | JFL              | 64               | 2                | -                | -                | 3                | 0                | 67               | 2                |
| 通算             | 日本             | 日本             | 中国             | 0                | 0                | -                | -                | 0                | 0                | 0                | 0                |
| 通算             | 日本             | 日本             | 九州             | 32               | 0                | -                | -                | 0                | 0                | 32               | 0                |
| 通算             | 日本             | 日本             | 広島県1部        |                  |                  | -                | -                |                  |                  |                  |                  |
| 総通算           | 総通算           | 総通算           | 総通算           | 432              | 3                | 41               | 2                | 34               | 0                | 507              | 5                |

- 2006年 全国社会人サッカー決勝大会　4試合0得点 (北九州)
- 2006年 全国地域リーグ決勝大会　5試合0得点 (岡山)
- Jリーグ初出場　1995年3月18日 対セレッソ大阪戦 (広島ビッグアーチ)
- Jリーグ初得点　2005年8月20日 対ガンバ大阪戦 (新潟スタジアム)
- 九州リーグ　最優秀選手 (2007年)

## 参考資料
- 『桑原裕義アンバサダー 退任のお知らせ』（プレスリリース）ギラヴァンツ北九州、2012年11月19日。2013年2月4日閲覧。

- Jリーグ出場記録
  - 2002年、2003年、2004年、2005年、2010年、2011年